# Alexander von Schleinitz
Pour les articles homonymes, voir Schleinitz.

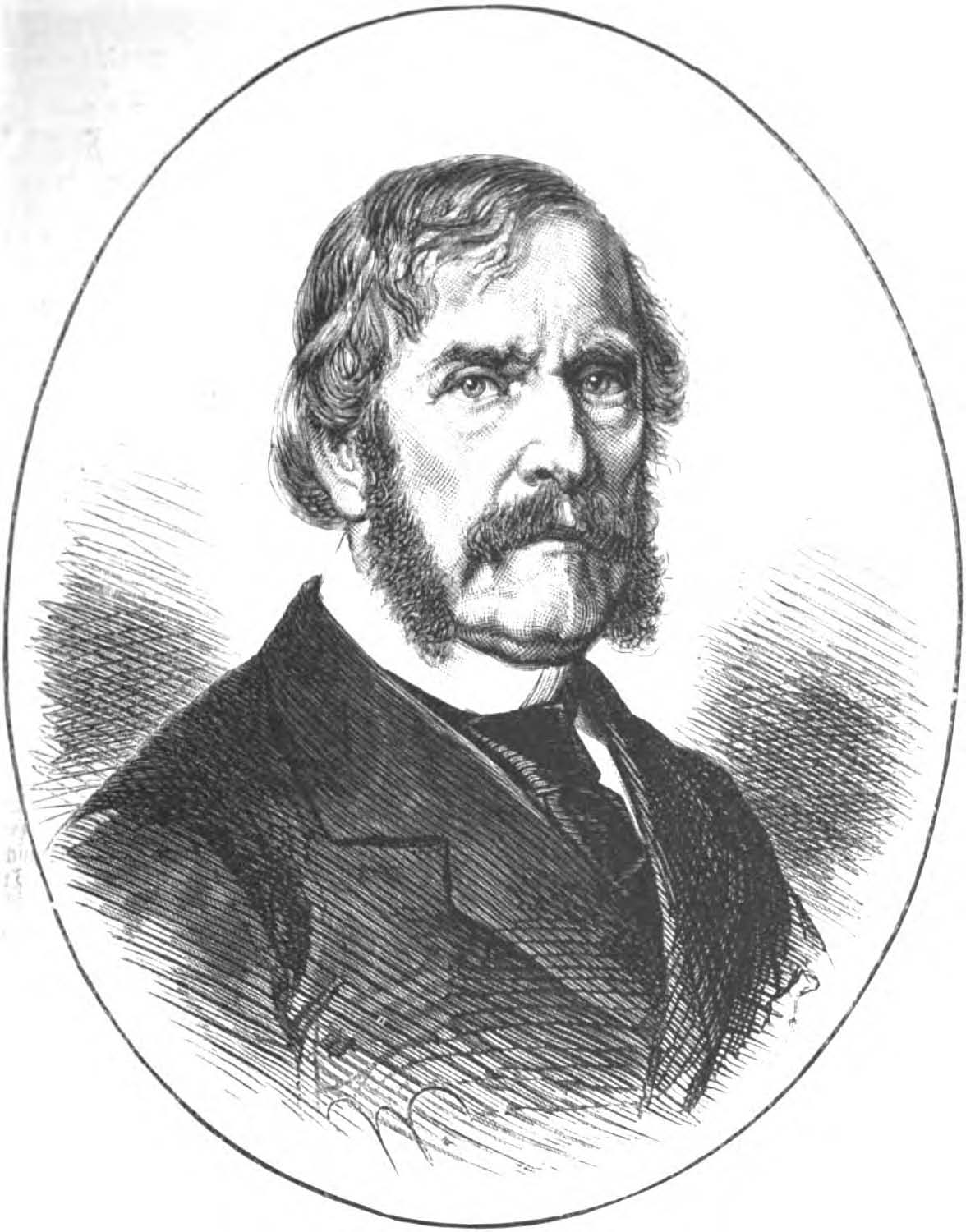
Comte Alexander von Schleinitz, Prusse royale. Ministre de la Chambre

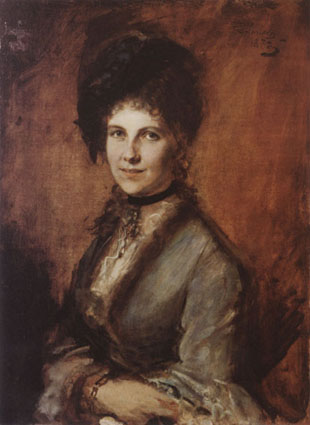
Marie von Schleinitz. Peinture de Franz von Lenbach, 1873

Alexander Gustav Adolf Graf von Schleinitz (né le 29 décembre 1807 à Blankenburg et mort le 19 février 1885 à Berlin) est un homme politique prussien. En tant que ministre d'État, il dirige le ministère des Affaires étrangères de 1858 à 1861 et le ministère de la Maison royale de la fin de 1861 jusqu'à sa mort.

## Biographie
Il vient d'une vieille famille aristocratique de Misnie, les von Schleinitz (de), qui a été élevé au statut de baron impérial au XVIe siècle. Il est le fils du président du district de Blankenburg et plus tard du ministre d'État ducal de Brunswick, Wilhelm Karl Ferdinand von Schleinitz (de) (1756-1837) et Barbara von Hochstetter (1768-1819). Il était le frère du ministre d'État de Brunswick Wilhelm von Schleinitz (de) (1794-1856) et du président du district prussien Julius von Schleinitz (1806-1865).

### Jusqu'à la révolution de 1848
Schleinitz étudie le droit à Göttingen et Halle. En 1826, il devient membre du Corps Saxonia Halle. En 1828, il entre dans la fonction publique prussienne, en 1835 attaché d'ambassade, 1840 chambellan prussien, 1841 maître de conférences au ministère des Affaires étrangères, remplace Heinrich Alexander von Arnim comme ministre des Affaires étrangères au ministère Camphausen en juillet 1848,  abandonne ce poste après quelques jours seulement et devient l' ambassadeur de Prusse à la cour de Hanovre, au Oldenbourg, au Brunswick et au Lippe-Detmold.
En mai 1849, il négocie la paix avec le Danemark, reprend le portefeuille des affaires étrangères du ministère du Brandebourg en juillet 1849, mais se retire le 26 juin, car ses sentiments patriotiques allemands ne coïncident pas avec le cours de la politique prussienne.Le 26 septembre 1850, il revient dans la fonction publique en tant que véritable conseiller secret et vit depuis à Coblence en contact étroit avec la cour du prince de Prusse et au château de Gebesee en province de Saxe.

### Nouvelle ère et ère bismarckienne
Après l'association au pouvoir du prince régent, devenu roi et plus tard empereur Guillaume Ier, dont il est l'un des plus proches confidents, il reprend la direction du ministère des affaires étrangères du ministère « Nouvelle Ère » nommé par lui en novembre 1858. Les orientations de sa politique étrangère sont la tentative d'une alliance avec l'Angleterre et l'Autriche, le maintien de l'équilibre européen et un renforcement du rôle de la Prusse dans les États allemands. Les difficultés internes du ministère libéral l'amènent à démissionner en octobre 1861 et à reprendre le ministère de la Maison royale, qu'il occupe jusqu'à sa mort en 1885. Depuis, il entretient des relations intimes avec Otto von Bismarck, devenu ministre-président de Prusse en 1862. Les libéraux prussiens, mais aussi Bismarck lui-même, considèrent parfois le ministère de la Chambre comme le «contre-ministère» de la reine Augusta auprès du gouvernement conservateur du roi.
À l'occasion du mariage d'or du couple impérial, lui et sa femme se marient le 11 juin 1879 et il est élevé au rang de comte.

### Parlementaire
De 1849 à 1852, lors de la 2e législature, Schleinitz est député de la Chambre des représentants de Prusse en représentant la circonscription Erfurt 1. De 1859 à 1861, il est de nouveau député en représentant la circonscription de Bromberg 1.

## Mariage
Alexander est marié à Marie von Buch (1842-1912), 35 ans sa cadette, depuis 1865, qui, en tant que comtesse Schleinitz, devient la plus importante salonnière berlinoise de l'époque impériale. Avec "Mimi", comme on l'appelait, il fait campagne pour Richard Wagner et le Festival de Bayreuth.
Le couple n'a pas d'enfants. La tombe commune non conservée se trouvait dans le cimetière de la Trinité I à Berlin.